# 去氧甲基睾酮
去氧甲基睾酮（缩写DMT，商品名：Madol、Pheraplex等）是一种有机化合物，化学式C20H32O，属于双氢睾酮（DHT）衍生物和同化類固醇（AAS）。